# Novoselivka (Krînîcikî), Mîkolaiiv
Novoselivka (în ucraineană Новоселівка) este un sat în comuna Krînîcikî din raionul Mîkolaiiv, regiunea Mîkolaiiv, Ucraina.

## Demografie
Componența lingvistică a localității Novoselivka
     Ucraineană (88,11%)
     Rusă (9,09%)
     Română (2,45%)
     Alte limbi (0,35%)
Conform recensământului din 2001, majoritatea populației localității Novoselivka era vorbitoare de ucraineană (88,11%), existând în minoritate și vorbitori de rusă (9,09%) și română (2,45%).